# Scirpe des marais
Eleocharis palustris
Espèce
Synonymes
- Bulbostylis palustris (L.) Steven[2] [3]
- Chlorocharis palustris (L.) Rikli[2] [3]
- Clavula palustris (L.) Dumort.[2] [3]
- Cyperus paluster var. uniglumoides E.H.L.Krause[3]
- Cyperus paluster Missbach & E.H.L.Krause[2] [3]
- Cyperus palustris (L.) Sessé & Moc.[3]
- Eleocharis appendiculata Phil.[2] [3]
- Eleocharis boissieri Podp.[2] [3]
- Eleocharis crassa Fisch. & C.A.Mey. ex Zinserl.[2] [3]
- Eleocharis ecarinata Zinserl.[2] [3]
- Eleocharis eupalustris Lindb. fil
- Eleocharis glaucescens (Willd.) Schult.[2]
- Eleocharis haematolepis Steud.[2]
- Eleocharis intersita Zinserl.[2] [4]
- Eleocharis kasakstanica Zinserl.[2]
- Eleocharis lereschii subsp. nebrodensis (Parl.) Nyman[2]
- Eleocharis minima f. major Boeckeler[2]
- Eleocharis nebrodensis Parl.[2]
- Eleocharis oxystachys Sakalo[2]
- Eleocharis palustris var. crassa (Fisch. & C.A.Mey. ex Zinserl.) Nyman[2]
- Eleocharis smallii var. major (Sond.) F.Seym.[2]
- Heliocharis palustris (L.) R. Br.[5]
- Heliocharis palustris (L.) R.Br.[5]
- Limnochloa capensis Nees[2]
- Megadenus palustris (L.) Raf.[2]
- Schoenus palustris (L.) Bernh.[2]
- Scirpus acicularis Oeder[2]
- Scirpus baeothryon Schrad.[2]
- Scirpus caespitosus Willd. ex Kunth[2]
- Scirpus eu-paluster Lindberg[5]
- Scirpus glaucescens Willd.[2]
- Scirpus intermedius Thuill.[2]
- Scirpus lanceiglumis C.B.Clarke[2]
- Scirpus ovatus Gilib.[2]
- Scirpus palustris L.[5] [2] [4]
- Scirpus reptans Thuill.[2]
- Scirpus tenuis Schreb. ex Schweigg. & Körte[2]
- Scirpus varius Schreb. ex Schweigg. & Körte[2]
- Trichophyllum palustre (L.) House[2]

Statut de conservation UICN

 LC  : Préoccupation mineure
Le Scirpe des marais dont le nom scientifique est Eleocharis palustris (L.) Roem. & Schult. est l'une des 76 espèces d'Eleocharis, espèce pérenne des zones humides ou marais de la zone circumboréale (et jusqu'au sud des États-Unis).

## Etymologie
Eleocharis palustris tire son nom scientifique de « hélos » qui signifie marécage et « charis » qui signifie joie.

## Usages
Elle est parfois utilisée comme plante épuratrice dans le cadre d'un lagunage naturel. Elle peut aussi servir de plante décorative pour la finesse et le graphisme de ses tiges et pour ses inflorescences crème présentes tout l’été, sur les bords de mares, étangs, ou plantée dans 5 à 10 cm d’eau.

## Confusions possibles
Cette espèce est difficile à distinguer d'autres espèces du même genre Eleocharis. Elle présente des formes assez variées.

## Liste des sous-espèces et variétés
Selon BioLib (8 septembre 2018) :
- Eleocharis palustris subsp. palustris
- Eleocharis palustris subsp. vulgaris Walters

Selon Tropicos (8 septembre 2018) (Attention liste brute contenant possiblement des synonymes) :
- Eleocharis palustris subsp. austriaca (Hayek) Podp.
- Eleocharis palustris subsp. globularis (Zinserl.) T.V. Egorova
- Eleocharis palustris subsp. intersita (G. Zinserl.) Tzvelev
- Eleocharis palustris subsp. iranica Kukkonen
- Eleocharis palustris subsp. lindbergii (Strandh.) Tzvelev
- Eleocharis palustris subsp. mamillata (H. Lindb.) Beauverd
- Eleocharis palustris subsp. microcarpa Walters
- Eleocharis palustris subsp. nebrodensis (Parl.) Nyman
- Eleocharis palustris subsp. uniglumis (Link) Hartm.
- Eleocharis palustris subsp. waltersii (Walters) Bure? & Danihelka
- Eleocharis palustris var. australis Nees
- Eleocharis palustris var. calva (Torr.) A. Gray
- Eleocharis palustris var. crassa (Fisch. & C.A. Mey. ex Zinserl.) Nyman
- Eleocharis palustris var. degenerata Hook.
- Eleocharis palustris var. glaucescens (Willd.) A. Gray
- Eleocharis palustris var. globularis (Zinserl.) E. E. Kozhevnikov
- Eleocharis palustris var. kurilensis A.E. Kozhevn.
- Eleocharis palustris var. lindbergii Strandh.
- Eleocharis palustris var. major Sonder.
- Eleocharis palustris var. mamillata Nyár.
- Eleocharis palustris var. minor Hook.
- Eleocharis palustris var. mucronulata (R. Br.) Boeckeler
- Eleocharis palustris var. nebrodensis (Parl.) A. Terracc.
- Eleocharis palustris var. parvinux T. Koyama
- Eleocharis palustris var. vigens L.H. Bailey ex Britton
- Eleocharis palustris var. vulgaris Čelak.
- Eleocharis palustris var. watsonii (Bab.) C.B. Clarke